# Barcelona Open 2012
Il Barcelona Open 2012 è stato un torneo di tennis giocato sulla terra rossa. È stata la 60ª edizione del Torneo Godó, parte della categoria ATP World Tour 500 series nell'ambito dell'ATP World Tour 2012. La competizione si è disputata al Real Club de Tenis Barcelona di Barcellona, in Spagna, dal 23 al 30 aprile 2012.

## Partecipanti

### Teste di serie
| Nazionalità | Giocatore            | Ranking* | Testa di serie |
| ----------- | -------------------- | -------- | -------------- |
| Spagna      | Rafael Nadal         | 2        | 1              |
| Regno Unito | Andy Murray          | 4        | 2              |
| Spagna      | David Ferrer         | 6        | 3              |
| Rep. Ceca   | Tomáš Berdych        | 7        | 4              |
| Serbia      | Janko Tipsarević     | 8        | 5              |
| Spagna      | Nicolás Almagro      | 12       | 6              |
| Spagna      | Feliciano López      | 16       | 7              |
| Giappone    | Kei Nishikori        | 17       | 8              |
| Spagna      | Fernando Verdasco    | 19       | 9              |
| Rep. Ceca   | Radek Štěpánek       | 23       | 10             |
| Canada      | Milos Raonic         | 24       | 11             |
| Spagna      | Marcel Granollers    | 25       | 12             |
| Sudafrica   | Kevin Anderson       | 32       | 13             |
| Argentina   | Juan Ignacio Chela   | 33       | 14             |
| Australia   | Bernard Tomić        | 36       | 15             |
| Spagna      | Pablo Andújar        | 39       | 16             |
| Spagna      | Albert Ramos Viñolas | 42       | 17             |

* Ranking al 16 aprile 2012.

### Altri partecipanti
I seguenti giocatori hanno ricevuto una wild card per il tabellone principale: 
- Gerard Granollers Pujol
- Rubén Ramírez Hidalgo
- Íñigo Cervantes
- Filip Krajinović
- Javier Martí

I seguenti giocatori sono passati dalle qualificazioni: 

- Aljaž Bedene
- Serhij Bubka
- Federico Delbonis
- Robert Farah
- David Goffin
- Andrej Golubev
- João Sousa
- Arnau Brugués-Davi (lucky loser)
- Evgenij Donskoj (lucky loser)
- Stéphane Robert (lucky loser)
- Eduardo Schwank (lucky loser)

## Punti e montepremi
Il montepremi complessivo è di 1.627.500 €.
| Torneo    | Torneo              | V       | F       | SF     | QF     | 3T     | 2T     | 1T    | Q  | Q3 | Q2  | Q1  |
| Singolare | Punti               | 500     | 300     | 180    | 90     | 45     | 20     | 0     | 10 | 0  | 4   | 0   |
| Singolare | Premi in denaro (€) | 301.150 | 151.630 | 76.870 | 38.960 | 20.000 | 10.530 | 6.320 | –  | 0  | 630 | 315 |
| Doppio    | Punti               | 500     | 300     | 180    | 90     | 45     | 0      | –     | –  | –  | –   | –   |
| Doppio    | Premi in denaro (€) | 94.400  | 47.550  | 24.090 | 12.210 | 6.260  | 3.300  | –     | –  | –  | –   | –   |

## Campioni

### Singolare
Rafael Nadal ha sconfitto in finale  David Ferrer per 7-6(1), 7-5.
- È il secondo titolo dell'anno per Nadal, il quarantottesimo titolo in carriera, il settimo a Barcellona.

### Doppio
Mariusz Fyrstenberg /  Marcin Matkowski hanno sconfitto in finale  Marcel Granollers /  Marc López per 2-6, 7–6(7), [10-8].